# Lew Nikolajewitsch Wlassenko

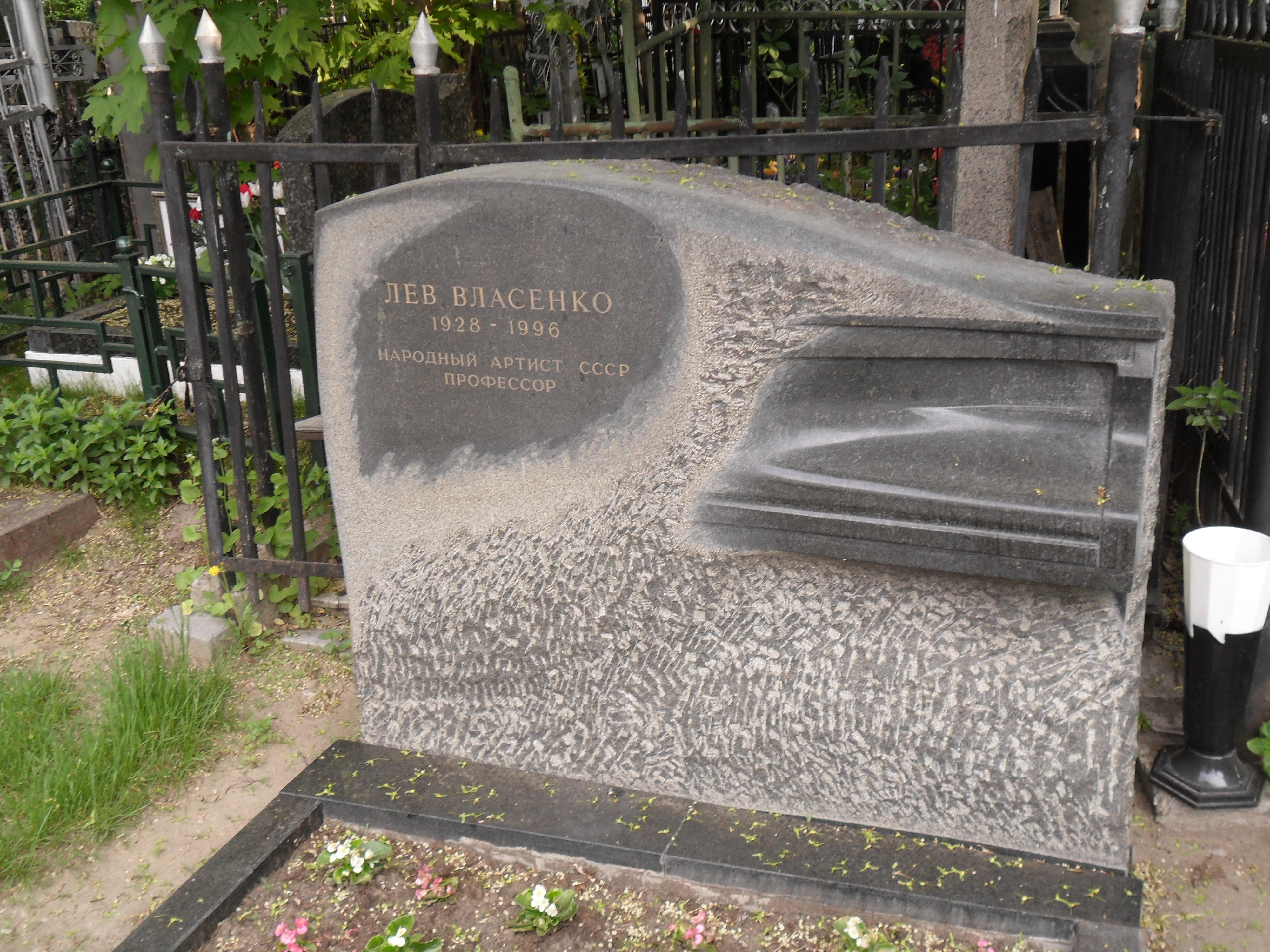
Das Gra Lev Vlasenkos auf dem Moskauer Vagankovsky-Friedhof.

Lew Nikolajewitsch Wlassenko (russisch Лев Николаевич Власенко; * 24. Dezember 1928 in Tiflis; † 24. August 1996 in Brisbane) war ein russischer Pianist und Klavierpädagoge.

## Leben
Wlassenko stammte aus einer Adelsfamilie, sein Großvater war ein Artillerie-General der russischen Armee, der im Ersten Weltkrieg verwundet wurde und 1917 spurlos verschwand. Wlassenkos Vater hatte eine gewisse Musikalität und sang auch im Kirchenchor der Kadettenschule, wo er ausgebildet worden war. Wlassenkos Mutter, geborene Benditzki, stammte aus ärmlichen Verhältnissen. Sie wurde in eine Familie armer jüdischer Musiker geboren. In der Familie der Mutter herrschte eine einzigartige Hingabe zur Musik. Von den fünf Geschwistern der Mutter Wlassenkos wurden vier Musiker.
Erste Lehrerin Wlassenkos war seine Mutter. Sie war eine begabte Pianistin, allerdings wurden ihre Studien durch ihre Heirat und die Geburt ihres Sohnes unterbrochen, und sie widmete sich seitdem ausschließlich der Erziehung des Sohnes. Später wurde er in die Klasse der berühmten Klavierlehrerin Anastasia Wirsaladse aufgenommen, einer Schülerin von Anna Jessipowa. Mit zehn Jahren spielte er sein erstes Konzert, das erste Konzert von Beethoven; Dirigent war Odissey Dimitriadi.  In Moskau studierte Wlassenko bei Jakow Flier.
Seine Klavierkarriere begann mit dem Sieg beim internationalen Franz-Liszt-Klavierwettbewerb in Budapest 1956, weiters wurde er, gemeinsam mit dem chinesischen Pianisten Liu Shi-Kun, Zweitplatzierter hinter Van Cliburn beim ersten internationalen Tschaikowski-Wettbewerb in Moskau.
Schon in jungen Jahren begann Wlassenko zu unterrichten, zuerst am Gnessin-Institut und ab 1957 am Moskauer Konservatorium, zuerst als Assistent seines eigenen Lehrers, Jakow Flier, und später als Professor. Sein Assistent wurde später Michail Pletnjow, der ebenfalls bei Flier und auch bei Wlassenko studiert hatte. Zu seinen Schülern zählten neben Pletnjow Boris Petrow, Natalia Wlassenko, Alexander Strukow, Victor Chestopal, Victor Eresko, Kalle Randalu und Lew Vinocour. Wlassenko war Mitglied der Jury des Santander Paloma O’Shea Klavierwettbewerbs im Jahr 1984.
Wlassenko starb 1996 in Australien und wurde auf dem Moskauer Wagankowoer Friedhof beigesetzt. Seit 1999 wird ihm zu Ehren alle zwei Jahre der Klavierwettbewerb Lev Vlassenko Piano Competition ausgetragen.